# Kawinda Nae
Kawinda Nae is een bestuurslaag in het regentschap Bima van de provincie West-Nusa Tenggara, Indonesië. Kawinda Nae telt 1009 inwoners (volkstelling 2010).